# USS LST-25
O USS LST-25 foi um navio de guerra norte-americano da classe LST que operou durante a Segunda Guerra Mundial.